# Ariane Next
Ariane Next es el nombre en clave de un futuro cohete de la Agencia Espacial Europea desarrollado por ArianeGroup. Este lanzador parcialmente reutilizable debería suceder al Ariane 6 en la década de 2030. El objetivo de este nuevo lanzador es reducir a la mitad los costos de lanzamiento. La arquitectura preferida es la del cohete Falcon 9 (una primera etapa reutilizable que aterriza verticalmente con un modelo de motor común para las dos etapas) mientras usa un motor que consume una mezcla de metano y oxígeno líquido. Los primeros demostradores tecnológicos están en desarrollo.

## Contexto
El objetivo prioritario de este nuevo cohete es reducir a la mitad el costo de lanzamiento, en comparación con Ariane 6, con métodos de lanzamiento simplificados y más flexibles.

## Arquitectura
La arquitectura propuesta para Ariane Next utiliza la fórmula desarrollada por SpaceX con su lanzador Falcon 9: una primera etapa reutilizable que, después de separarse de la segunda etapa, vuelve a aterrizar verticalmente en la Tierra. Esta etapa utiliza varios motores cohete de combustible líquido: el prototipo de estos es el demostrador Prometheus, en desarrollo, el cual consume una mezcla de metano y oxígeno líquido. El metano es menos eficiente que el hidrógeno utilizado por el motor Vulcain de Ariane 6, pero puede almacenarse a temperaturas más altas (-160°C contra -253 °C para el hidrógeno), lo que permite aligerar y simplificar los tanques y los circuitos de suministro, y su densidad es cercana a la del oxígeno, lo que permite una reducción adicional en el tamaño de los tanques. El nuevo lanzador utilizaría siete o nueve de estos motores para la primera etapa y un solo motor para la segunda etapa. El objetivo es reducir a la mitad los costes de lanzamiento en comparación con Ariane 6.

## Desarrollos preliminares
Para ser capaz de producir el nuevo lanzador, varios demostradores tecnológicos deben ser desarrollados:
- FROG es un pequeño demostrador para probar el aterrizaje vertical de una etapa de cohete. Hizo varios vuelos en 2019.[2]
- Callisto, en desarrollo, tiene como objetivos mejorar las técnicas requeridas para producir un lanzador reutilizable (regreso a Tierra y reacondicionamiento) y estimar el coste operacional de un lanzador así. Un primer vuelo está planificado para 2022.
- Themis será entonces desarrollado. Tendrá una primera etapa reutilizable con entre uno y tres motores de cohete Promotheus y se espera que vuele entre 2022 y 2025.

## Configuraciones
Se están evaluando diferentes configuraciones del lanzador. Hay tres versiones en consideración para adaptarse a diferentes misiones:
- una versión de dos etapas;
- una versión con dos pequeños impulsores de propulsante líquido;
- una versión con tres primeras etapas unidas entre sí, similar al Falcon Heavy.

## Regreso a la Tierra
Diferentes sistemas son estudiados para controlar la reentrada de la primera etapa reutilizable en la atmósfera:
- aletas de rejilla, como en la primera etapa del Falcon 9;
- aletas de estabilización;
- aerofrenos.

## Sistema de aterrizaje
Se consideran diferentes sistemas, los cuales van desde todo en tierra (all ground systems) hasta todo en el lanzador (all on-board systems). Actualmente, el desarrollo se centra en un sistema de patas a bordo similar al del Falcon 9.